# David Ogden Stiers

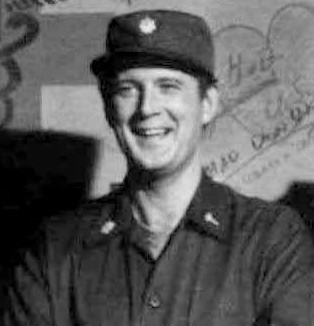
David Ogden Stiers i M*A*S*H 1977.

David Ogden Stiers, född 31 oktober 1942 i Peoria, Illinois, död 3 mars 2018 i Newport, Oregon, var en amerikansk skådespelare, röstskådespelare och musiker.

## Karriär
David Ogden Stiers är känd för sina roller som major Charles Emerson Winchester III i TV-serien M*A*S*H, som distriktsåklagare Michael Reston i åtta filmer om Perry Mason och som pastor Gene Purdy i science fiction-dramat Död zon (The Dead Zone).
Stiers är även känd för sina roller i Disneys långfilmer på engelska, däribland som Clocksworth (och berättare) i Skönheten och odjuret (1991) och som den gode ärkediakonen i Ringaren i Notre Dame (1996).
Som kännare av klassisk musik var Stiers gästdirigent i mer än 50 orkestrar i Nordamerika och hade en position som biträdande kapellmästare för Newport symfoniorkester och Ernest Bloch Music Festival.

## Filmografi i urval
- 1977–1983 – M*A*S*H (TV-serie)
- 1978 – Snacka om deckare, alltså!
- 1986–1988 – Perry Masons återkomst (TV-serie)
- 1988 – Den tillfällige turisten
- 1988 – En annan kvinna
- 1991 – Doc Hollywood
- 1991 – Skönheten och odjuret (röst)
- 1994 – Iron Will
- 1995 – Pocahontas (röst)
- 1995 – På tal om Afrodite
- 1996 – Ringaren i Notre Dame (röst)
- 1996 – Alla säger I Love You
- 1998 – Pocahontas 2: Resan till en annan värld (röst)
- 1998 – Ally McBeal (TV-serie)
- 2000–2002 – En jycke i klassen (TV-serie)
- 2001 – Tomcats
- 2001 – Atlantis - En försvunnen värld (röst)
- 2001 – Skorpionens förbannelse
- 2002 – Lilo & Stitch (röst)
- 2002–2007 – Död zon (TV-serie)
- 2003 – Batman: Mysteriet med Batwoman (röst)
- 2003–2006 – Lilo & Stitch (TV-serie)
- 2005 – Sanningen om Rödluvan (röst)
- 2006 – Leroy & Stitch (röst)